# Barenton-Cel
Barenton-Cel es una comuna francesa, situada en el departamento de Aisne, de la región de Alta Francia.

## Demografía
| 147 | 108 | 129 | 147 | 141 | 133 | 148 | 121 |
| Para los censos de 1962 a 1999 la población legal corresponde a la población sin duplicidades (Fuente: INSEE [Consultar]) |     |     |     |     |     |     |     |